# فرودگاه دیویدس
فرودگاه دیویدس (به انگلیسی: David's Airport) (به زبان بومی: David's Field) یک فرودگاه همگانی بهره‌برداری هوایی است که یک باند فرود چمن دارد و طول باند آن ۷۶۲ متر است. این فرودگاه در کشور ایالات متحده آمریکا قرار دارد و در ارتفاع ۲۷۰ متری از سطح دریا واقع شده‌است.